# Liga II
Liga II – od 1934 roku druga klasa rozgrywek ligowych w piłkę nożną w Rumunii, rozgrywana pod patronatem Rumuńskiego Związku Piłki Nożnej. Obecnie w rozgrywkach staruje 20 klubów. Do sezonu 2006/07 występowała pod nazwą Divizia B.

## Drużyny występujące w sezonie 2021/22
- Petrolul Ploeszti
- Universitatea Kluż
- FC Hermannstadt
- CSA Steaua Bukareszt
- Concordia Chiajna
- AFC Unirea Slobozia
- FK Miercurea Ciuc
- FC Buzău
- Unirea Dej
- FC Metaloglobus Bukareszt
- CSM Politehnica Jassy
- Ripensia Timișoara
- ACS Viitorul Târgu Jiu
- CSC 1599 Șelimbăr
- SSU Politehnica Timișoara
- FC Brașov
- FC Unirea Constanța
- Dunărea Călărași
- AFC Dacia Unirea Brăila
- Astra Giurgiu